# The Goose Girl
The Goose Girl is een Amerikaanse stomme film uit 1915, onder regie van Frederick A. Thomson, met in de hoofdrollen Marguerite Clark en Monroe Salisbury. Het is een bewerking van de gelijknamige roman van Harold MacGrath uit 1909. De film is wellicht zoekgeraakt.

## Verhaal
Graaf Von Herbeck, een ambitieuze kanselier van de groothertog van Ehrenstein, trouwt in het geheim en krijgt een dochter. Op aandringen van zijn stervende vrouw ontvoert de graaf de babydochter van de hertog en vervangt haar met zijn eigen dochter, zodat ze in het kasteel kan opgroeien in rijkdom en stijl. De echte prinses wordt opgevoed door boeren en krijgt de naam "Ganzenmeisje" (Engels: "The Goose Girl").
De jonge koning Frederik is verloofd met de valse prinses van Ehrenstein, die hij nog nooit heeft gezien. Voordat de bruiloft plaatsvindt neemt hij de benen en zwerft hij door het platteland, waar hij het Ganzenmeisje ontmoet en verliefd wordt op haar. Na een reeks avonturen, waarin Frederik besluit om met de valse prinses te trouwen voor het welzijn van de natie, wordt de ware identiteit van het Ganzenmeisje onthuld en is Frederik verheugd te horen dat hij nu verloofd is met het meisje van zijn hart.

## Rolverdeling
| Acteur           | Personage                   | Opmerkingen     |
| ---------------- | --------------------------- | --------------- |
| Marguerite Clark | Gretchen                    |                 |
| Monroe Salisbury | King Frederick              |                 |
| Sydney Deane     | Prince Regent of Jugendheit |                 |
| E.N. Dunbar      | Grand Duke of Ehrenstein    |                 |
| James Neill      | Count Von Herbeck           |                 |
| Lawrence Peyton  | Von Wallenstein             |                 |
| Page Peters      | Carmichael                  | als P.E. Peters |
| H.B. Carpenter   | Torpete The Gypsy           |                 |
| Ernest Joy       | Hans                        |                 |
| J.M. Casidy      | Gottfried                   |                 |